# Раевка (станция)
Раевка — железнодорожная станция Башкирского региона Куйбышевской железной дороги на линии Уфа — Абдулино. Находится в селе Раевский Альшеевского района Башкортостана.

## История
Построена в конце XIX века в рамках возведения Самаро-Златоустовской железной дороги владельцем имения Раево Александром Федоровичем Раевым.

## Операции, производимые на станции
- 1. Продажа пассажирских. билетов. Приём, выдача багажа.
- 2. Приём и выдача повагонных отправок грузов, допускаемых к хранению на открытых площадках станций.
- 3. Приём и выдача грузов повагонными и мелкими отправками, загружаемых целыми вагонами, только на подъездных путях и местах необщего пользования.
- 4. Приём и выдача повагонных отправок грузов, требующих хранения в крытых складах станций.
- 5. Приём и выдача повагонных отправок грузов (открытые площадки)
- 6. Приём и выдача повагонных отправок грузов (крытые склады).

## Дальнее сообщение
По графику 2020 года через станцию курсируют следующие поезда дальнего следования:

### Круглогодичное движение поездов
| № поезда        | Маршрут движения           | № поезда        | Маршрут движения           |
| --------------- | -------------------------- | --------------- | -------------------------- |
| 11              | Владивосток — Самара       | 12              | Самара — Владивосток       |
| 13 «Южный Урал» | Челябинск — Москва         | 14 «Южный Урал» | Москва — Челябинск         |
| 59              | Новокузнецк — Кисловодск   | 60              | Кисловодск — Новокузнецк   |
| 87              | Нижневартовск — Самара     | 88              | Самара — Нижневартовск     |
| 97              | Тында — Кисловодск         | 98              | Кисловодск — Тында         |
| 101             | Нижневартовск — Пенза      | 102             | Пенза — Нижневартовск      |
| 103             | Уфа — Саратов              | 104             | Саратов — Уфа              |
| 127             | Красноярск — Адлер         | 128             | Адлер — Красноярск         |
| 133             | Томск — Анапа              | 134             | Анапа — Томск              |
| 141             | Екатеринбург — Симферополь | 142             | Симферополь — Екатеринбург |
| 147             | Нижневартовск — Астрахань  | 148             | Астрахань — Нижневартовск  |
| 345             | Нижневартовск — Адлер      | 346             | Адлер — Нижневартовск      |
| 373             | Тюмень — Махачкала         | 374             | Махачкала — Тюмень         |

### Сезонное движение поездов
| № поезда | Маршрут движения     | № поезда | Маршрут движения     |
| -------- | -------------------- | -------- | -------------------- |
| 289      | Екатеринбург — Анапа | 290      | Анапа — Екатеринбург |
| 461      | Уфа — Адлер          | 462      | Адлер — Уфа          |
| 537      | Уфа — Адлер          | 538      | Адлер — Уфа          |

## Люди, связанные со станцией
- Владимир Ильич Ленин был на станции Раевка, этому событию посвящена мемориальная доска на здании вокзала.
- Герой Социалистического Труда  Дмитрий Афанасьевич Злыдников два года работал кочегаром паровозного депо станции Раевка.
- Будущий певец Эдуард Анатольевич Хиль был эвакуирован на станцию Раевка с детским домом в годы войны[1].

## Станция Раевка в искусстве
Песня Ильдара Хайруллина «Станция Раевка» (аудиоальбом «Башкирский сувенир», Демид продакшн, 2008 год).
В этой песне Раевка изображена раем («Ну, здравствуй, Раевка, бабы слезай, Здравствуй, наш проклятый рай»), родной землей, куда прибывает лирический герой («Выйду на станцию Раевка я |  А под ногами родная земля»); здесь живут свои люди, братья («— Ну, здравствуй, Раевка, здравствуй, братан»). За пределами Раевки «Шайка московских лощеных господ скоро отнимет последний завод».

## Историческая фотогалерея

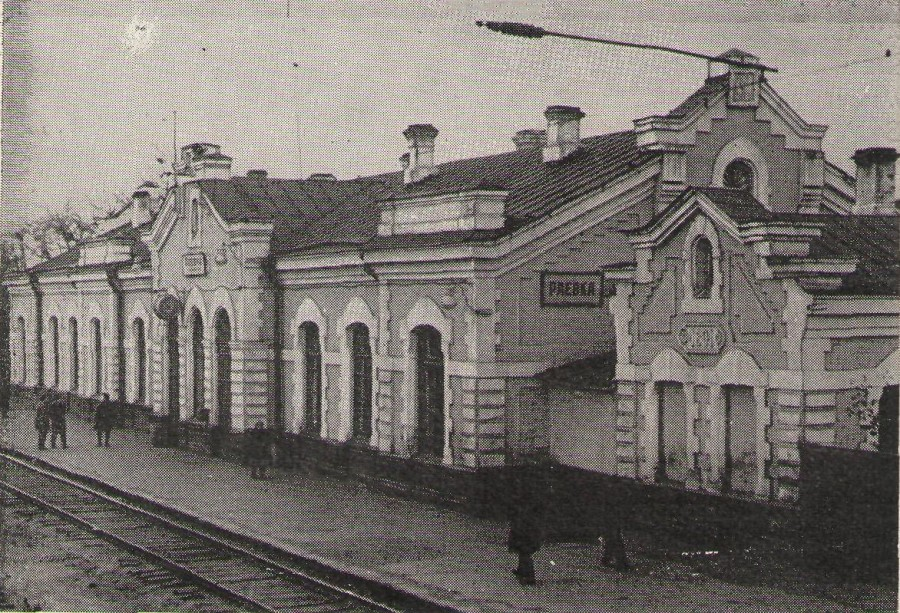
Вокзал Раевка. 1910—1917 год
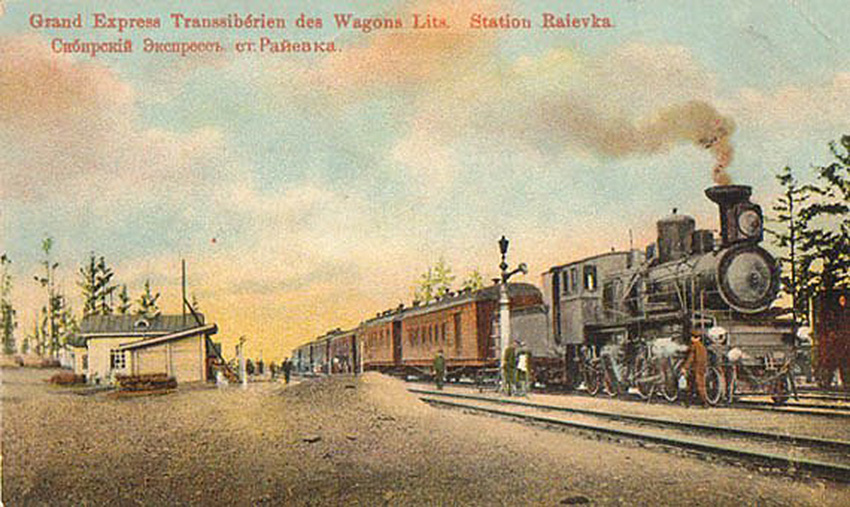
Экспресс на станции Раевка. 1908—1917 год
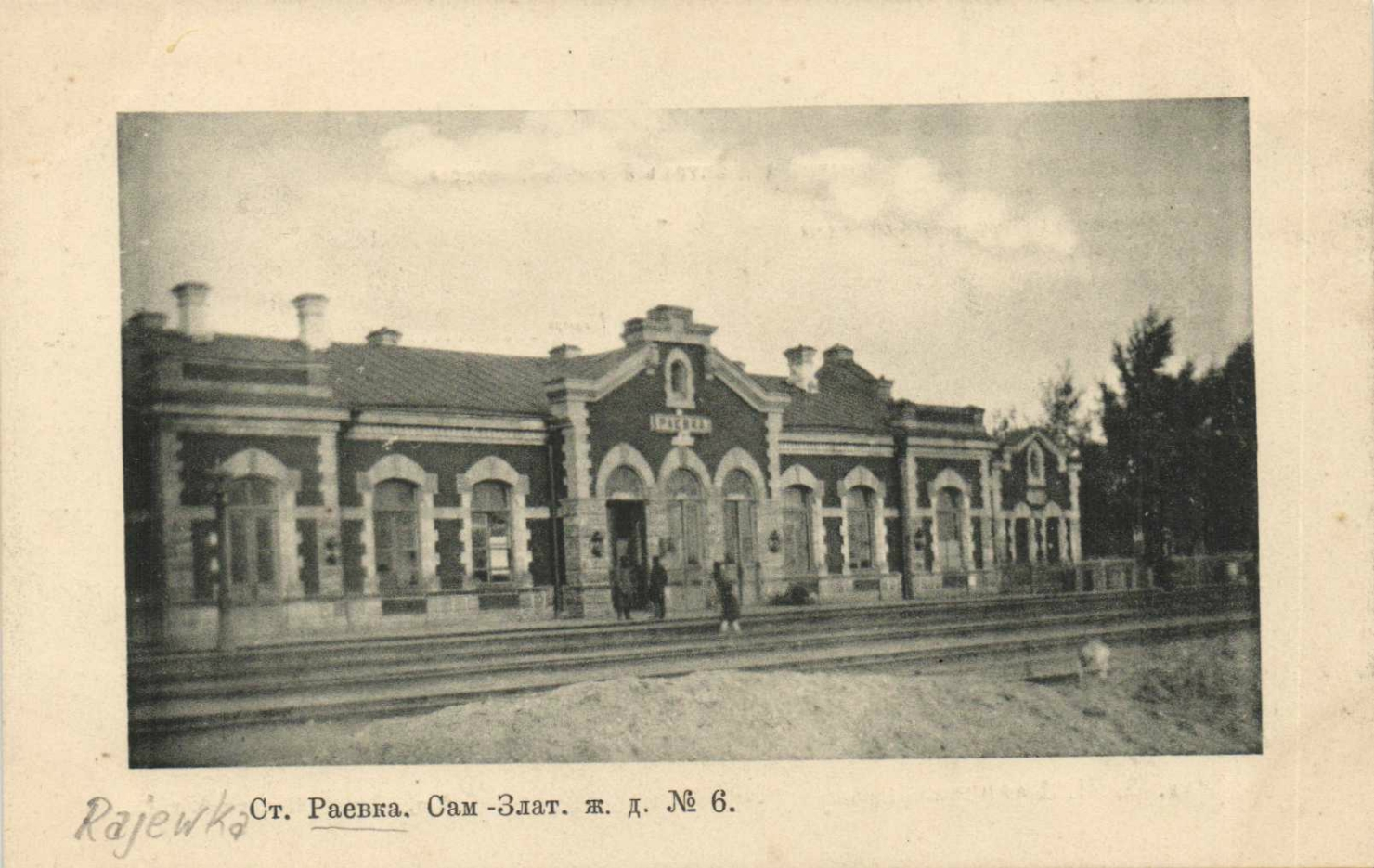
Вокзал Раевка. 1915—1917 год